# Neolamprologus leleupi
Cá leleupi cam (Danh pháp khoa học: Neolamprologus leleupi) là một loài cá trong họ Cichlidae. Đây là loài cá được ưa chuộng sử dụng để làm cảnh với màu sắc cam vàng.

## Đặc điểm
Cá sinh sống tại những bãi đá gần bờ phía Nam của hồ Tanganyika, châu Phi. Chúng là một trong những cá thể thuộc vào hàng nhỏ nhất của loài Cichlid, kích thước trung bình thường chỉ đạt tới 10 cm. Những con cá ali Leleupi sở hữu một thân hình thon dài, với tông màu cam là chủ đạo, chúng sở hữu một cái miệng có kích thước khá ấn tượng so với kích thước cơ thể, và đôi khi được bao phủ bởi màu xanh hoặc đen.
Loài cá này cũng mang đặc trưng của một loài cá thích ẩn dật, chúng thích lang thang trong những hang động. Do đó rất khó khăn để có thể nuôi đẻ trong hồ. Hơn nữa, những cá thể cá ali Leleupi cam thường phát triển rất chậm chạp, mất vài năm để chúng hoàn thiện cơ quan sinh sản và trở thành một cá thể trưởng thành.Những con đực thường lớn hơn những con cái, 10 cm ở con đực so với 8 cm ở con cái.